# Protea scolopendriifolia
Protea scolopendriifolia (лат.) — кустарник, вид рода Протея (Protea) семейства Протейные (Proteaceae), эндемик Южной Африки.

## Таксономия
Впервые вид был описан Джоном Патриком Рурком в 1974 году.

## Описание
Protea scolopendriifolia — кустарник с развитыми подземными корневищами, от которых вырастают новые стебли, в том числе после лесных пожаров. Всё растение, которое вырастает из этих корневищ, может достигать 1 м в диаметре. Семена остаюттся в семенной головке в течение значительного времени, прежде чем головка разкрывается и семена разносятся ветром. У каждого цветка есть как мужская, так и женская части. Опыление происходит за счёт грызунов.

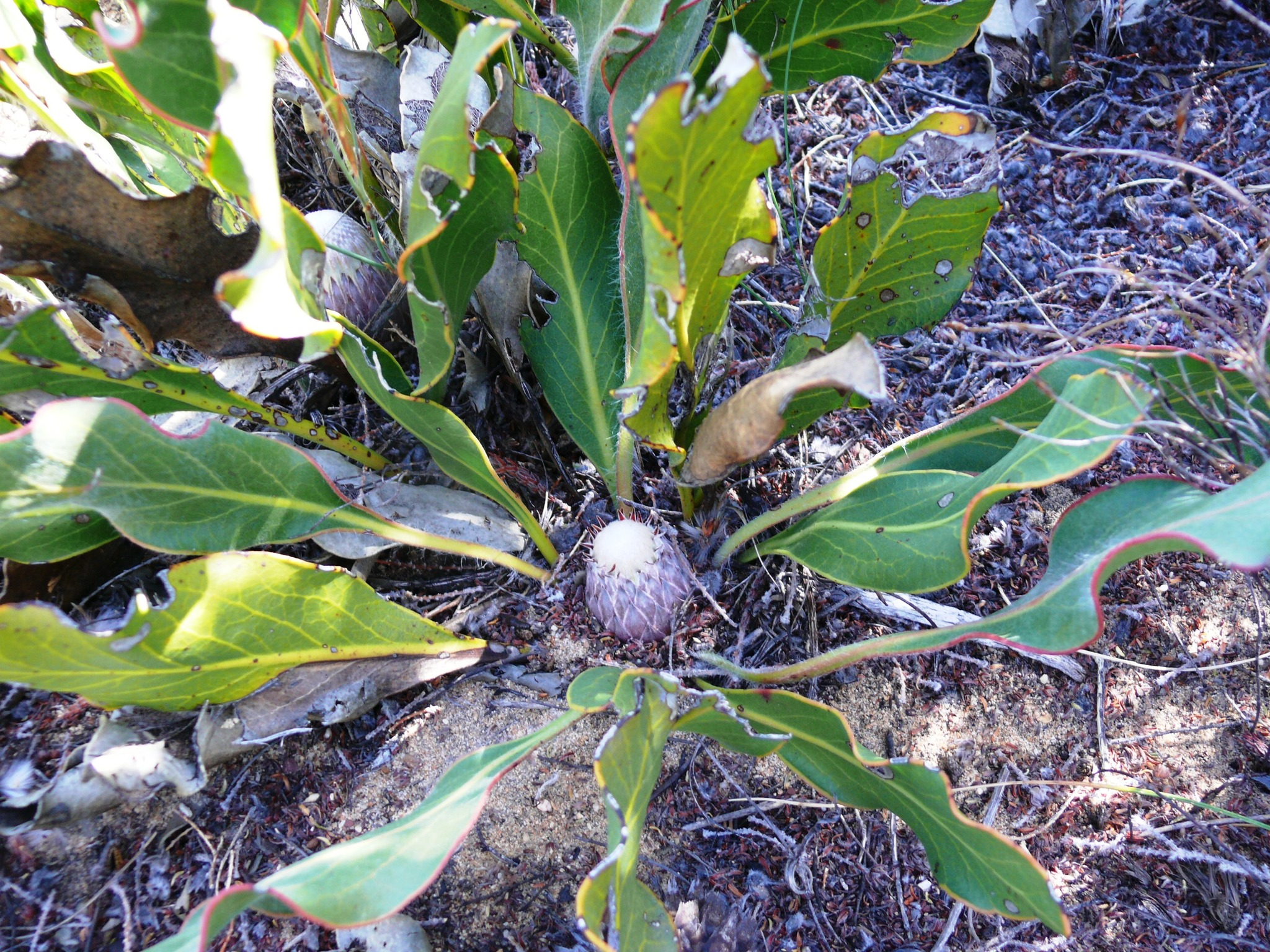
Общий вид
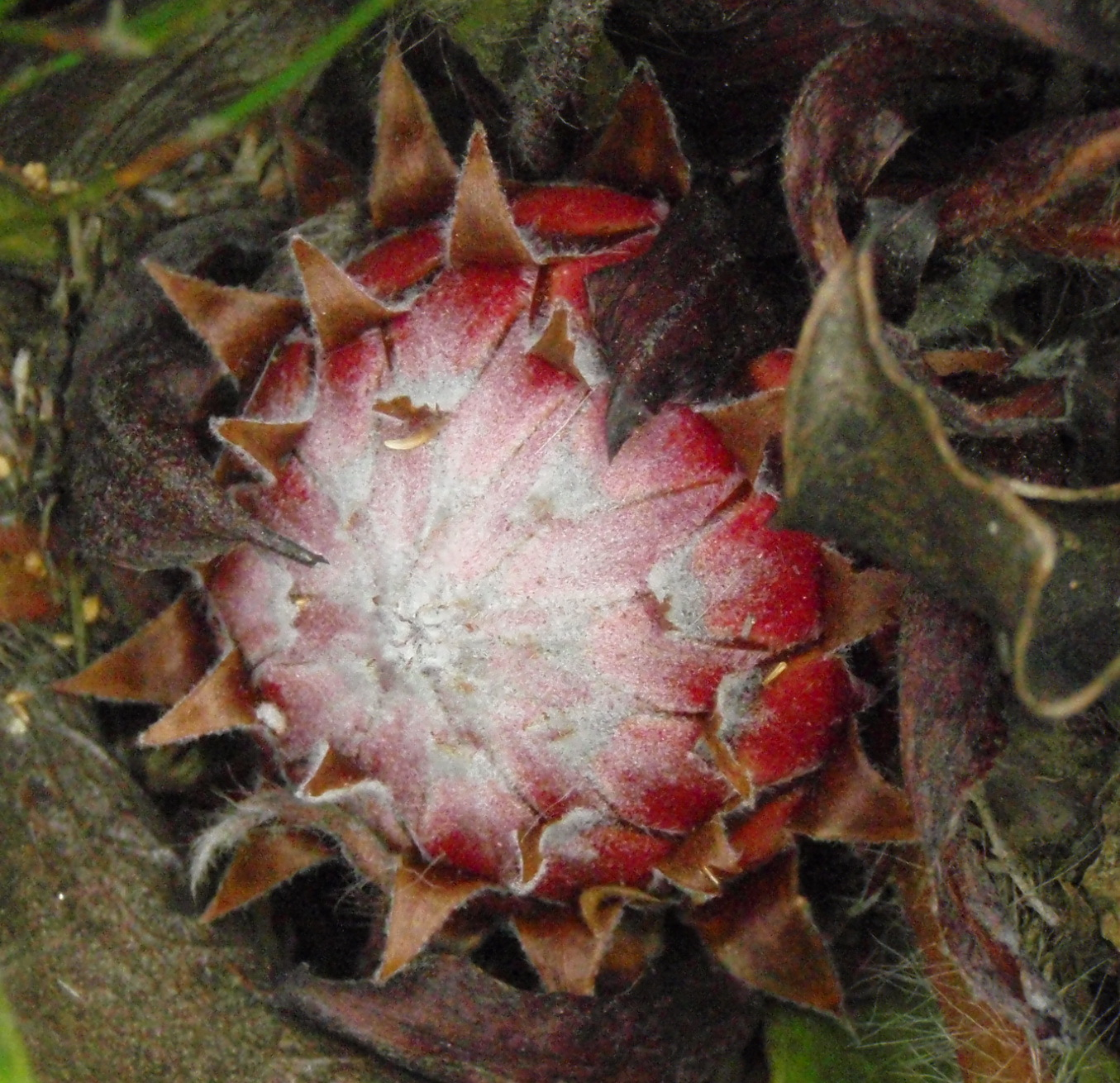
Молодое соцветие
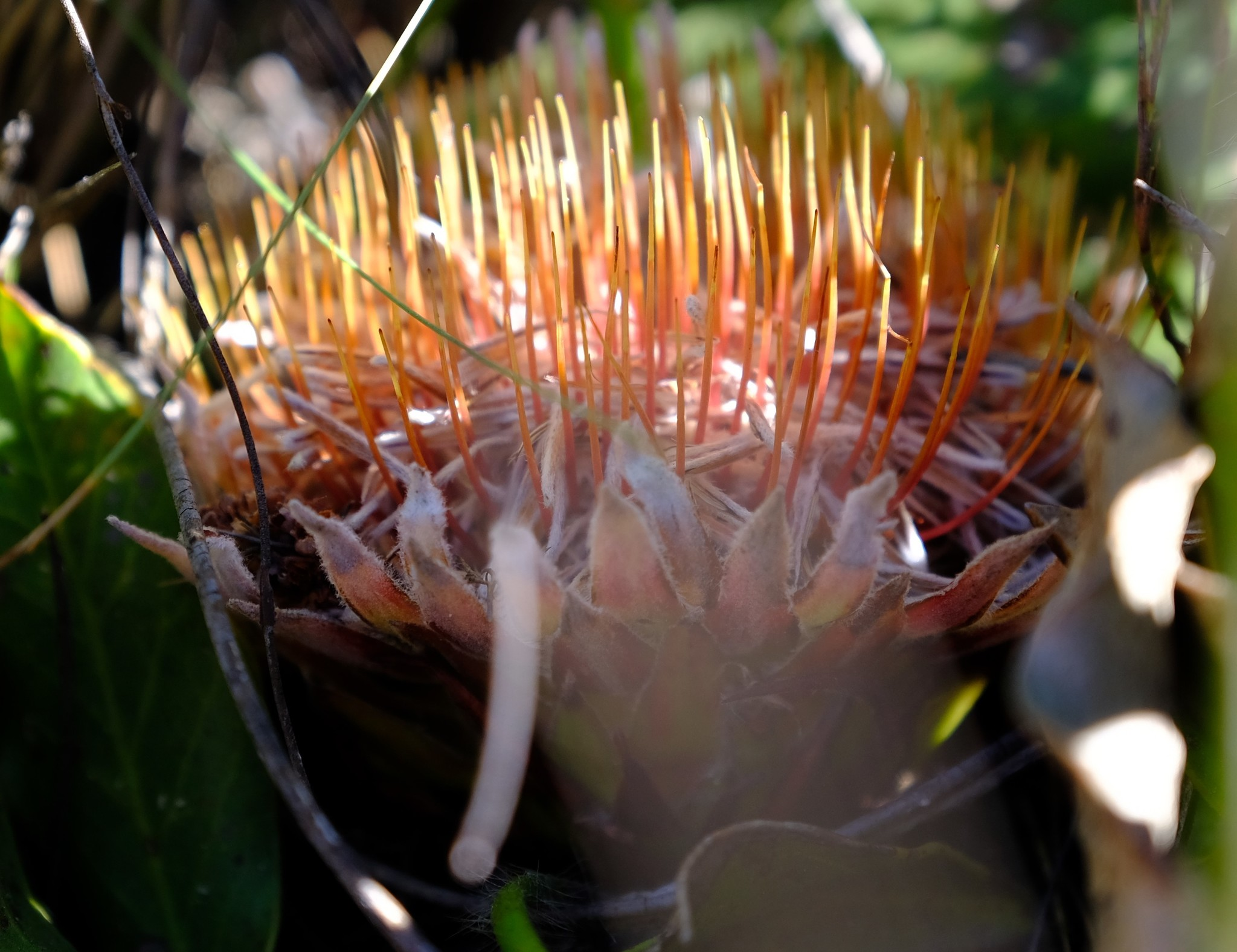
Соцветие
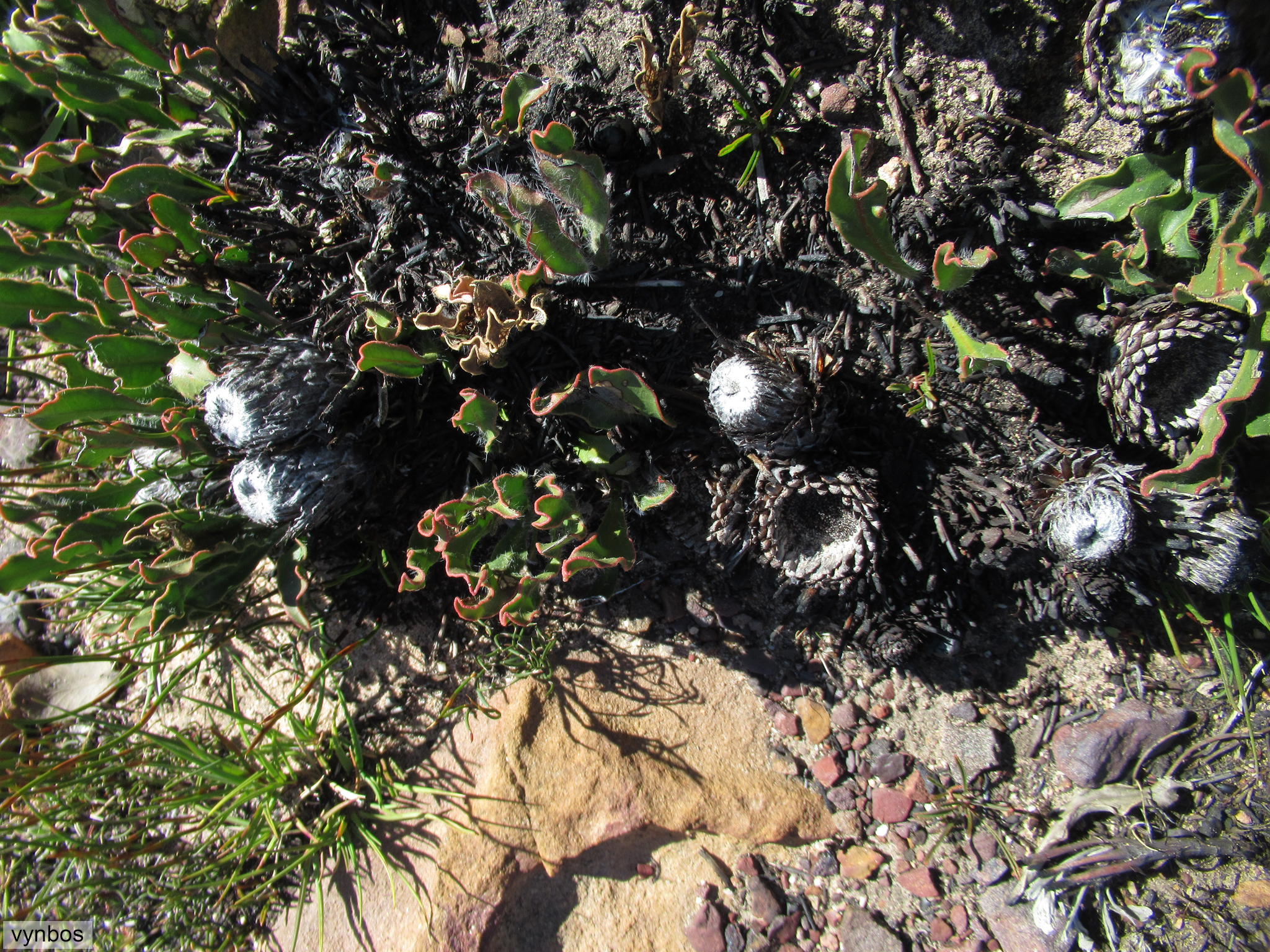
Семенные головки после лесного пожара

## Распространение и местообитание
Protea scolopendriifolia — эндемик Южной Африки. Встречается как в Западно-Капской, так и в Восточно-Капской провинции. Он находится от Седерберга, через горы Когельберг, Ривьерсонденд и Свартберг до гор Куга. Цветёт весной, с сентября по декабрь. Растёт на глинистых сланцах Седерберга, иногда на песчаниковых почвах на высоте от 450 до 1800 м над уровнем моря.